# Mārtiņš Apse
Mārtiņš Apse (ros. Мартын Янович Апсе, ur. 1893 w Rydze, zm. 1942 w łagrze) – łotewski działacz komunistyczny, radziecki wojskowy i polityk.

## Życiorys
W 1912 wstąpił do SDPRR(b), od października 1926 do 1928 był pomocnikiem dowódcy 2 Dywizji Piechoty w Środkowoazjatyckim Okręgu Wojskowym, później pomocnikiem dowódcy 1 Korpusu Piechoty w Leningradzkim Okręgu Wojskowym. Od 13 lipca 1930 do 26 stycznia 1934 wchodził w skład Centralnej Komisji Kontrolnej WKP(b), później był pomocnikiem dowódcy 19 Korpusu Piechoty ds. politycznych w Leningradzkim Okręgu Wojskowym, 28 listopada 1935 otrzymał stopień komisarza korpuśnego, w 1937 był członkiem Rady Wojskowej Zakaukaskiego Okręgu Wojskowego. W 1928 został odznaczony Orderem Czerwonego Sztandaru Uzbeckiej SRR. W 1937 został aresztowany, 3 września 1939 skazany na 25 lat pozbawienia wolności i 5 lat utraty praw, zmarł w łagrze.